# Pedrilliomorpha bicolora
Pedrilliomorpha bicolora is een keversoort uit de familie halstandhaantjes (Megalopodidae). De wetenschappelijke naam van de soort werd in 1996 gepubliceerd door Medvedev.